# Oldřich Prefát z Vlkanova
Oldřich Prefát z Vlkanova (12. května 1523 Praha – 26. července 1565 tamtéž) byl český spisovatel, matematik, astronom, cestovatel a spisovatel katolické orientace. Autor známého cestopisu.

## Život
Pocházel z bohaté měšťanské erbovní rodiny, jeho otec byl pražským obchodníkem se suknem, který byl roku 1545 povýšen na rytíře. Oldřich studoval ve Wittenbergu, Lipsku, Ingolstadtu, Benátkách, Římě a Praze. V letech 1546–1547 absolvoval cestu do Palestiny, roku 1550 se vydal pěšky z Prahy do Itálie, v roce 1552 absolvoval obdobnou pouť do španělského Santiaga de Compostela. V Praze na Uhelném trhu zdědil dům (1554) a založil zde dílnu na výrobu měřicích přístrojů a astronomických a matematických pomůcek.

## Dílo
Svou cestu do Palestiny popsal v česky psaném cestopise nazvaném Cesta z Prahy do Benátek a odtud potom po moři až do Palestyny, to jest do krajiny někdy Židovské, země Svaté, do města Jeruzaléma k Božímu hrobu, kteraužto cestu s pomocí Pána Boha všemohúcího šťastně vykonal Voldřich Prefát z Vlkanova léta Páně MDXXXXVI. Často bývá používán kratší název: Cesta z Prahy do Benátek a odtud potom po moři až do Palestiny. Tento cestopis je velice přesný a popisný. Patří mezi nejlepší resp. nejpřesnější cestopisy této doby nejen v Čechách. Zajímavostí je, že Prefát ho sepsal až s odstupem dvaceti let od své cesty, na naléhání přátel. První vydání vyšlo roku 1563. Kladl důraz na srozumitelnost textu, názornost a kulturněhistorické detaily. Sloh Prefátův je jednoduchý, takže při druhém vydání roku 1786 se snadno obnovila obliba knihy. Autor dokázal čtenáře zaujmout i dramatickými epizodami, jako byla mořské bouře nebo námořní šarvátka s tureckým loďstvem. Text cestopisu je dnes cenným zdrojem informací o památkách Svaté země, které byly později poškozeny nebo zcela zničeny. V citlivých náboženských otázkách, které se ke Svaté zemi pochopitelně vázaly, zastával katolicky orientovaný autor v textu tolerantní a umírněná stanoviska. První vydání cestopisu vyzdobily některé dřevoryty, z nichž minimálně dva jsou z dílny italského grafika Domenica dalle Greche, kterého Prefát poznal na své cestě, patrně spolu cestovali z Palestiny zpět do Benátek.

## Erb
V modro-červeně polceném štítě je stříbrný vlk (mluvící znamení) se zlatým obojkem. Nad štítem kolčí přilba s modro-stříbrno-červenou točenicí. Pokryvadla jsou modro-stříbrná a červeno-stříbrná. V klenotu polovina stříbrného vlka se zlatým obojkem mezi modrým a červeným křídlem.